# Loxostege tesselalis
Loxostege tesselalis là một loài bướm đêm trong họ Crambidae.